# 大日本帝国憲法第3条
大日本帝国憲法第3条（だいにほん/だいにっぽん ていこくけんぽう だい3じょう）は、大日本帝国憲法第1章にある。この条文では「天皇の神聖不可侵」（天皇の尊厳や名誉を汚してはならないこと）を規定している。また天皇の尊厳や名誉を汚してはならない為に55条において「国政は国務大臣が輔弼し、その責任を負う」となっている。
法解釈としては、無答責の法理の根拠とされ、不敬や身体を害する行為が不敬罪として刑罰の対象になり、また、天皇はあらゆる非難から免れることを意味している（君主無答責）。

## 条文
天皇ハ神聖ニシテ侵スヘカラス

## 現代風の表記
天皇は、神聖であって、侵してはならない。

## 解説

### 概要
帝国憲法は、その第1条において天皇の統治権を、第2条において皇位の継承をそれぞれ定めている。
第3条はそれを受けて、憲法に定められた統治大権に基づいて天皇が日本を治める、という日本古来の国制のありかたが今後も永久に続く目的で定められた。具体的には、統治権の行使による結果責任が天皇に及ばないように、国務大臣等による輔弼の制度が設けられる根拠とされた。
帝国憲法の定めた国家のありようは、天皇が国民の協力を得て国家を統治する「君民共治」であり、その側面から解釈すると、本条は統治権に関わる立場としての国民（特に、国務大臣をはじめとする輔弼者）に対する憲法擁護義務であるといえる。
この規定はもともとロエスラーがイタリア憲法あたりから採用したものであったが、
しばし誤解されているように天皇の絶対性の表現ではなく、第55条の趣旨を前提として立憲君主としての天皇の無答責を述べたものである。
『憲法義解』にも「君主は固より法律を敬重せざるべからず。しかし法律は君主が責問するの力を有せず。独り不敬をもって其の身体を干渉すべからざるのみならず、併せて指斥（面と向かって非難すること）言議の外に在る者とす」とし、この規定が無答責条項であることを述べている。
伊藤博文は第3条や第55条の規定をもって天皇を政治争点化しないことを構想し、内閣や議会といった国家機関の間で構想が生じた場合は、天皇に賢明な助言を与えるべき顧問官として枢密院を創設し、天皇が直接政治争点化することを回避しようとした（坂本一登『伊藤博文と明治国家形成』）。

### 趣旨
本条の規定は、天皇の「御一身」上の地位に関するものであって、帝国憲法の主義からいえば憲法よりも皇室典範に規定されるべき事項に属するが、西洋諸国の憲法に同様の規定があるためにこれを憲法の中に掲げたとされる。「天皇ハ神聖ニシテ侵スヘカラス」という文字は、西洋の憲法から出ているものであるが、西洋から伝わったのはただその文字だけである。その実質においては、西洋では長い沿革の後に近代に至って初めて確定したものであるのに対し、日本ではその固有の歴史的成果として古来すでに久しく認められていたものであり、西洋から初めて伝わったものではない。しかし、帝国憲法の以前においては、責任政治の原則が未だ認められておらず、天皇の「御一身」のみならず、天皇の詔勅についても神聖にして侵すべからざるものとしており、詔勅を非議論難する行為は全て天皇に対する不敬の行為であるとされてきた。帝国憲法は、これに対して、大臣責任の制度を定め、全て国務に関する詔勅については国務大臣がその責めに任ずるものとしたために、詔勅を非難することは国務大臣の責任を論議するものであって、この意味において、天皇の詔勅は、決して神聖不可侵の性質を有するものではない。天皇の大権の行使について、あるいは詔勅について、批評し、論議することは、立憲政治においては国民の当然の自由に属するものであるとされる。
「神聖」と「不可侵」とは、別々の意味を表す語ではなく、両者が相合して同一のことを表現している。これは、いかなる力をもっても天皇の「御一身」を冒涜することを許さないことを意味するのであって、その結果としては、次の4つの原則を挙げることができる。
- 不敬行為の禁止 - 天皇に対する不敬の行為は、憲法の規定から直接に発生するところであって、刑法の不敬罪は、新たな禁止規定を設けているのではなく、すでに禁止されている行為に対して、ただその罰則を定めているだけである[9]。
- 政治上の責任がないこと - 天皇が大権を行使するにあたって、憲法、法律、条約、勅令に違反することがあれば、国務に関して責めを負うのは国務大臣（皇室の事務に関しては宮内大臣）であるから、天皇が自らその責めに任ずることはない[10]。『憲法義解』第3条の註に「指斥言議ノ外ニ在ル者トス」とあるのは、このことを意味している[10]。
- 「御一身」について一般に国法の適用はなく、特に刑事上の責任がないこと - 天皇の「御一身」に関しては、原則として、皇室の自律権に基づき、もっぱら皇室典範及び皇室令によって定められるのであって、一般の法令は、全く天皇に適用されないことを原則とする[11]。特に、刑罰法規については全く適用がなく、天皇にいかなる行為があろうとも、刑法上の制裁は絶対に加えることができない[12]。いかなる法律も君主を責問する力はなく、いかなる裁判所も天皇に処罰を加える権威を有し得ない[12]。
- 廃立が法律上不能であること - 践祚前、皇嗣としての地位にある間は、仮に精神若しくは身体の不治の重患があり、又は重大の事故があるときは、その順序を変更することができるのであって（皇室典範9条）、廃太子ということは法律上認められているが、践祚後にあっては、いかなる事由が起きたとしても、親政不能の場合に摂政を置くことができるにとどまり、皇位を廃することは絶対に不可能である[12]。

### 御料に関する民事裁判
天皇が「御一身」上のことについて一般に国法の適用を受けず、国の司法権にも服さないことの原則に対して、御料に関する民事裁判は、その例外をなす。
御料については、世伝御料と普通御料との区別があり、世伝御料の分割・譲与ができず、登記法の適用もないという例外を除いては、世伝御料と普通御料のいずれも民法、商法及び付属法令の適用を受けるものであって、御料に関しては民事裁判がその効力を及ぼすことができる。財産に関しては、皇室財産も国有財産も普通の民有財産も各一定の限界をもって相並立しているもので、民事裁判はただその限界を確認するにとどまり、皇室の尊厳を害するものではないからである。
ただし、御料に関して民事訴訟が起こされる場合には、天皇が自ら原告又は被告の地位に立つのではなく、宮内大臣が当事者とみなされる（皇室財産令2条、御料ニ関スル法律上ノ行為ニ付キ宮内大臣ノ代理者ヲ定ムル件）。皇室財産令2条に「法律上ノ行為」と規定しているのは、法律行為と訴訟行為とを併せ含むものである。

### 皇族
神聖不可侵の原則から生ずる結果の一部分は、天皇のほか、皇后、摂政又は他の皇族にも及びうるものがある。不敬行為の禁止は、一般の皇族にも及び、政治上の責任がないことは、摂政にも及ぶ。しかし、神聖不可侵の原則の完全な効果を受けるのは天皇だけであり、他の皇族は、天皇と同様の地位に立つことはない。とりわけ、摂政は、在任中だけは、刑事訴追を受けないけれども、全く刑事責任を負わないのではなく、退任後においては、在任中の行為について、その責任を負う。皇后その他の皇族は、天皇の監督のもとに立つのであって、皇室典範52条による制裁を受けることがあるだけではなく、刑事責任を負うこともある。

## 語彙について

### 「天皇」
本条の定められた「天皇」が指すものについて、学説上は以下の三通りに大別される。
- 皇位についている天皇本人（自然人としての天皇）を指すとする説（自然人説）
- 皇位そのものを指すとする説（皇位説）
- 皇位を継承してきた歴代天皇の血統（皇統）を指すとする説（神種説）

### 「神聖」
ここでいう「神聖」とは、古来国民が歴代の天皇に対して、その人格を仰ぎ、精神的に尊崇してきたという歴史的事実を指し、歴史的な根拠に根差した、国家の軌範としての「神聖」観念を明示的に確認したものである。
帝国憲法の制定に枢密院議長として関わった伊藤博文は本条について以下のように解説している。
ここでは、第一段において「神聖位」（皇位）の継承に言及、皇位の聖性を認めているが、その根拠は、歴史的経緯に求めている。

### 「不可侵」
後段の「侵スヘカラス」の主体は、広義の「国民」
であり、国民に対して、天皇の不可侵性を守ることを義務付けている。仮に「侵スヘカラス」を、天皇を主体とする文意（天皇の性格として、その不可侵性を確認する文意）とした場合、前段の「神聖」と同義の文意になり、法律として不自然な同義反復的文章になってしまう。
天皇の不可侵性については、以下の4点に大別できる。
- 皇位の不可侵

帝国憲法は皇位の世襲による継承を定めており（第2条）、統治権も当然これとともに継承される（第1条）。よって、皇位およびその継承は国体の中心構造であり、これの干犯は厳に禁じられなければならず、道鏡事件や大逆事件のごとき皇位への干渉に適用されうる。
- 大権（統治権）の不可侵

帝国憲法は第4条以降に天皇の統治権の条項を設けているが、これは単に憲法制定時に新たに定めたものではなく、近代以前から天皇が保有していた歴史的、社会的なものであるから、これを干犯した場合、現在の権力機構（明治政府）の安定性のみならず、日本の社会の安定性（君民共治）が根本から覆される恐れがある。
- 天皇の身体（玉体）の不可侵

「天皇の神聖」に対する不可侵であるから、当然、天皇本人の一身上への干犯も禁じられる。
- 天皇の尊厳の不可侵

前3項に加え、より広範な「天皇」の概念に対する干犯も、法理として、認められない。これは、天皇本人に限らず、その尊厳に影響・関連するもの、例えば皇室に直接関係ある諸事項に関わってくる。
帝国憲法では「輔弼」の制度があり、天皇が統治権を行使するにあたり、国務大臣や宮内大臣にはこれを輔弼し、天皇の統治権の行使が国家のために有益な結果をもたらすようこれを助けることが義務付けられていた。そして、統治権の行使についての結果責任は、輔弼者が輔弼をあやまった自己の行為に対する責任として追うことになっており、これによって、天皇の法的不可侵（無答責）が制度的に保障されていた。
また、天皇および皇室が国民と直接利害相反関係に立つことは本義上あり得ないことであることから、例えば御料の所有権などを巡って民事訴訟が起こされる場合は、輔弼者たる宮内大臣が直接的な当事者として告訴の対象者となった。

## 制定に当たり
これと同様の規定は、君主権力の弱体化に対抗する手段として当時の立憲君主国にしばしば見られるものであったが、大日本帝国憲法の最初の憲法草案には含まれていなかった。これは、草案を起草した井上毅が西洋の君主像を天皇に当てはめることに疑義を持ったためである。これに対し、政府顧問のヘルマン・ロエスレルが導入を主張してその後の草案に含まれるようになり、成文化されることになった。